# テイカ製薬
テイカ製薬株式会社（ていかせいやく）は、富山県富山市にある医薬品メーカーである。点眼剤のテイカ目薬で知られている。他社製品のOEM製造販売も行っている。

## 沿革
- 1945年6月1日 - 第一薬品化成[注釈 1]と帝国水産加工研究所が合併し、帝国化成創業。現社名の「テイカ」はこの略称「帝化」に由来。
- 1974年5月 - 現社名に改称。
- 2010年3月21日 - 子会社だった「第一薬品株式会社」を吸収合併。

## おもな製品
- テイカ目薬
- テイカパップ
- アリモイド100

## CM
KNBラジオの夕方ニュース枠を提供し、テイカ目薬のCMが流れている。2021年現在、制作年度は不明だが50年以上前に制作されたとみられるCMがそのまま流されている。テイカ製薬の資料ではこのCMソングの作曲者名は漢字表記の「木田太郎」になっているが、キダ・タローの作曲とみられている。同社側も「おそらく（キダ）本人ではないか」とコメントしている。
尚、テレビCMは2021年現在行われていない。